# Christian Friedrich Hebbel
Christian Friedrich Hebbel (18. března 1813, Wesselburen, Šlesvicko-Holštýnsko – 13. prosince 1863, Vídeň) byl německý básník a dramatik.

## Život a kariéra
Narodil se v Holštýnsku v rodině zedníka. Ač pocházel z chudé rodiny, posílal už své rané básně do časopisů. Jeho talent ocenil ve své době oblíbený pohádkář a novinář Arnalie Schoppe, který mu také umožnil studovat práva. Na studiích se zabýval také filozofií, historií a literaturou. V roce 1839 napsal své první a nejvýznamnější dílo, tragédii Judita, který byla s velkým úspěchem hrána v roce 1840 a publikovaná v roce 1841. V roce 1840 napsal tragédii Genoveva, o rok později komedii Diamand (Der Diamant). V letech 1842 – 1846 cestoval po Dánsku, Francii a Itálii. V roce 1844 napsal „tragédii všedního života“, nazvanou Marie Magdalena (Maria Magdalene). Stal se jednou z nejvýznamnějších postav ve vídeňské intelektuální společnosti. V roce 1846 si vzal krásnou a bohatou herečku Christine Enghausovou, jeho inspirací byla ale dále jeho milenka Elise Lensingová. Už za svého života byl slavný a oblíbený, byl pokládán za největšího žijícího německého dramatika. Zemřel ve Vídni, kde několik let před smrtí žil.

## Dílo
Jeho nejvýznamnějším dílem je tragédie Judita (Judith) na biblický námět. Klíčovou součástí jeho díla jsou tragédie, především na historické či mytologické náměty (dalším významným dílem je jeho poslední dílo Niebelungové – Die Nibelungen, 1862). Jeho díla ukazují velký cit pro charakterizaci postavy, vášeň, dramatickou situaci, přestože jejich poetičnost je mnohdy oslabena podivínskými, až groteskními postavami. Napsal také básnická díla jako Matka a dítě (Mutter und Kind, 1859), která ukazují, že jeho básnické nadání není svázáno dramatickou formou.

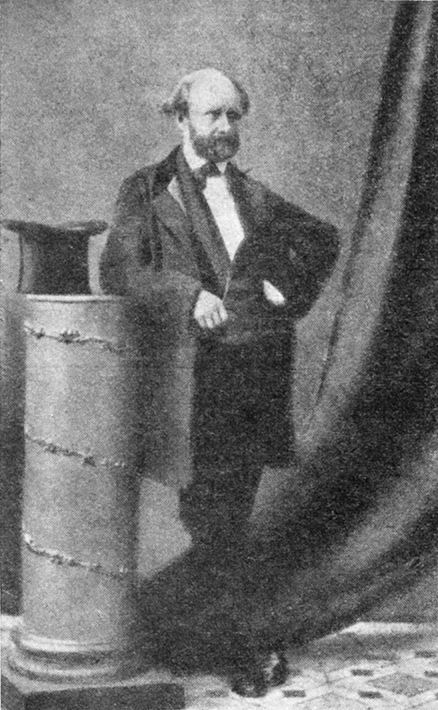
Friedrich Hebbel